# Zabajkalsk
Zabajkalsk – osiedle typu miejskiego w Rosji, w Kraju Zabajkalskim. W 2010 roku liczyło 11 769 mieszkańców. Ośrodek administracyjny rejonu zabajkalskiego.